# Riera de Sorregana
La Riera de Sorregana és un corrent fluvial afluent per l'esquerra de l'Aigua d'Ora. Els trams inicial i final del seu curs transcorren pel terme municipal de Montmajor (Berguedà) tot i que la major part del seu curs el fa pel terme municipal de Navès (Solsonès). Desguassa a l'Aigua d'Ora al nucli de Sorba

## Termes municipals per on transcorre
Des del seu naixement, la Rasa de Sorregana passa successivament pels següents termes municipals.
|                                                           | Longitud (en m.) | % del recorregut |
| --------------------------------------------------------- | ---------------- | ---------------- |
| Per l'interior del municipi de Montmajor                  | 166              | 4,08%            |
| Per l'interior del municipi de Navès                      | 3.424            | 84,17%           |
| Una altra vegada per l'interior del municipi de Montmajor | 478              | 11,75%           |

## Xarxa hidrogràfica
La xarxa hidrogràfica de la Riera de Sorregana està integrada per un total d'11 cursos fluvials. D'aquests, 4 són subsidiaris de 1r nivell i 5 ho són de 2n nivell. La totalitat de la xarxa suma una longitud d'11.158 m.
Pel que fa a la seva distribució per municipis, pel terme municipal de Navès n'hi transcorren 9.469 metres i pel de Montmajor, 1.689 metres.